# Prix Hugo de la meilleure présentation dramatique
Le prix Hugo de la meilleure présentation dramatique (Hugo Award for Best Dramatic Presentation) est un prix américain décerné chaque année depuis 1958 par les membres de la World Science Fiction Society. Il récompense les œuvres cinématographiques, télévisuelles, radiophoniques, théâtrales, musicales et vidéoludiques de science-fiction et de fantasy sorties pendant l'année calendaire précédente. Depuis 2003, le prix est divisé en deux sous-catégories : Format long (Long form) pour les œuvres de plus de 90 minutes — majoritairement des films — et Format court (Short form) pour les œuvres de moins de 90 minutes — majoritairement des épisodes de séries télévisées.
Le prix Retro Hugo de la meilleure présentation dramatique est attribué 50, 75 ou 100 ans après une année où la Convention mondiale de science-fiction (Worldcon) n'a pas décerné de prix.

## Palmarès
Note : l'année indiquée est celle de la cérémonie, récompensant les œuvres sorties au cours de l'année précédente. Les gagnants sont cités en premier, suivis par les autres œuvres nommées, classées par ordre d'arrivée dans les votes
Sauf indication contraire ou complémentaire, les informations mentionnées dans cette section proviennent des sites web du prix Hugo, de la Science Fiction Awards Database et de la New England Science Fiction Association

### Présentation dramatique

#### Années 1940

##### 1946
Le prix a été décerné en 1996 dans le cadre des prix Retro Hugo.

Le Portrait de Dorian Gray (The Picture of Dorian Gray) – film écrit et réalisé par Albert Lewin, d'après le roman d'Oscar Wilde
- L'esprit s'amuse (Blithe Spirit) – film réalisé par David Lean, écrit par Noël Coward, Anthony Havelock-Allan, David Lean et Ronald Neame, d'après la pièce de théâtre de Noël Coward
- Le Récupérateur de cadavres (The Body Snatcher) – film réalisé par Robert Wise, écrit par Philip MacDonald et Val Lewton, d'après la nouvelle de Robert Louis Stevenson
- La Maison de Dracula (House of Dracula) – film réalisé par Erle C. Kenton, écrit par Edward T. Lowe Jr.
- The Horn Blows at Midnight – film réalisé par Raoul Walsh, écrit par Sam Hellman et James V. Kern

#### Années 1950
| Sommaire : | - Haut - 1951 - 1958 - 1959 |

##### 1951
Le prix a été décerné en 2001 dans le cadre des prix Retro Hugo.

Destination... Lune ! (Destination Moon) – film réalisé par Irving Pichel, écrit par Alford Van Ronkel, Robert A. Heinlein et James O'Hanlon, d'après un roman de Robert A. Heinlein
- Harvey – film réalisé par Henry Koster, écrit par Mary Chase, Oscar Brodney et Myles Connolly, d'après la pièce de théâtre de Mary Chase
- Cendrillon (Cinderella) – film d'animation des studios Disney, d'après le conte de Charles Perrault
- Looney Tunes : Le Clapier de Séville (Rabbit of Seville) – court-métrage d'animation réalisé par Chuck Jones, écrit par Michael Maltese
- Vingt-quatre Heures chez les Martiens (Rocketship X-M) – film réalisé par Kurt Neumann, écrit par Kurt Neumann, Dalton Trumbo et Orville H. Hampton

##### 1958
L'Homme qui rétrécit (The Incredible Shrinking Man) – film réalisé par Jack Arnold, écrit par Richard Matheson, d'après le roman de Richard Matheson

##### 1959
Le prix n'a pas été attribué.
- La Mouche noire (The Fly) – film réalisé par Kurt Neumann, écrit par James Clavell, d'après une nouvelle de George Langelaan
- Le Septième Voyage de Sinbad (The 7th Voyage of Sinbad) – film réalisé par Nathan Juran, écrit par Kenneth Kolb et Ray Harryhausen
- Le Cauchemar de Dracula (Dracula) – film réalisé par Terence Fisher, écrit par Jimmy Sangster, d'après le roman de Bram Stoker

#### Années 1960
| Sommaire : | - Haut - 1960 - 1961 - 1962 - 1963 - 1964 - 1965 - 1966 - 1967 - 1968 - 1969 |

##### 1960
La Quatrième Dimension (The Twilight Zone) – série télévisée créée par Rod Serling
- Le Monde, la Chair et le Diable (The World, The Flesh and the Devil) – film réalisé par Ranald MacDougall, écrit par Ranald MacDougall et Ferdinand Reyher, d'après un roman de M.P. Shiel
- NBC Sunday Showcase (en) : Murder and the Android (en) – épisode réalisé par Alex Segal d'après un roman d'Alfred Bester
- The Turn of the Screw – téléfilm réalisé par John Frankenheimer, écrit par James Costigan (en), d'après une nouvelle de Henry James
- Men into Space (en) – série télévisée créée par Lewis J. Rachmil

##### 1961
La Quatrième Dimension (The Twilight Zone) – série télévisée créée par Rod Serling
- Le Village des damnés (Village of the Damned) – film réalisé par Wolf Rilla, écrit par Stirling Silliphant, Wolf Rilla et Ronald Kinnoch (en), d'après le roman de John Wyndham
- La Machine à explorer le temps (The Time Machine) – film réalisé par George Pal, écrit par David Duncan, d'après le roman de H. G. Wells

##### 1962
La Quatrième Dimension (The Twilight Zone) – série télévisée créée par Rod Serling
- Le Village des damnés (Village of the Damned) – film réalisé par Wolf Rilla, écrit par Stirling Silliphant, Wolf Rilla et Ronald Kinnoch (en), d'après le roman de John Wyndham
- Aventures fantastiques (Vynález zkázy) – film réalisé par Karel Zeman, écrit par František Hrubín et Karel Zeman, d'après un roman de Jules Verne
- The United States Steel Hour (en) : The Two Worlds of Charlie Gordon – épisode écrit par James Yaffe, d'après un roman de Daniel Keyes
- Thriller – série télévisée créée par Hubbell Robinson

##### 1963
Le prix n'a pas été attribué.
- Night of the Eagle – film réalisé par Sidney Hayers, écrit par Charles Beaumont, Richard Matheson et George Baxt, d'après un roman de Fritz Leiber
- Le Jour où la Terre prit feu (The Day the Earth Caught Fire) – film réalisé par Val Guest, écrit par Wolf Mankowitz (en) et Val Guest
- L'Année dernière à Marienbad – film réalisé par Alain Resnais, écrit par Alain Robbe-Grillet, d'après un roman d'Adolfo Bioy Casares
- La Quatrième Dimension (The Twilight Zone) – série télévisée créée par Rod Serling

##### 1964
Le prix aurait dû être décerné mais il n'y a pas eu assez de nominations.

##### 1965
Docteur Folamour (Dr. Strangelove) – film réalisé par Stanley Kubrick, écrit par Stanley Kubrick, Terry Southern et Peter George, d'après un roman de Peter George
- Le Cirque du docteur Lao (7 Faces of Dr. Lao) – film réalisé par George Pal, écrit par Charles Beaumont, d'après le roman de Charles G. Finney

##### 1966
Le prix aurait dû être décerné mais il n'y a pas eu assez de nominations.

##### 1967
Star Trek : La Ménagerie (The Menagerie) – double épisode écrit par Gene Roddenberry, réalisé par Marc Daniels et Robert Butler
- Le Voyage fantastique (Fantastic Voyage) – film réalisé par Richard Fleischer, écrit par Harry Kleiner, David Duncan, Jerome Bixby et Otto Klement
- Star Trek : L'Équipage en folie (The Naked Time) – épisode écrit par John D. F. Black (en), réalisé par Marc Daniels
- Fahrenheit 451 – film réalisé par François Truffaut, écrit par Jean-Louis Richard et François Truffaut, d'après le roman de Ray Bradbury
- Star Trek : Fausses Manœuvres (The Corbomite Maneuver) – épisode écrit par Jerry Sohl (en), réalisé par Joseph Sargent

##### 1968
Star Trek : Contretemps (The City on the Edge of Forever) – épisode écrit par Harlan Ellison, réalisé par Joseph Pevney
- Star Trek : Tribulations (The Trouble with Tribbles) – épisode écrit par David Gerrold, réalisé par Joseph Pevney
- Star Trek : Miroir (Mirror, Mirror) – épisode écrit par Jerome Bixby, réalisé par Marc Daniels
- Star Trek : La Machine infernale (The Doomsday Machine) – épisode écrit par Norman Spinrad, réalisé par Marc Daniels
- Star Trek : Le Mal du pays (Amok Time) – épisode écrit par Theodore Sturgeon, réalisé par Joseph Pevney

##### 1969
2001, l'Odyssée de l'espace (2001: A Space Odyssey) – film réalisé par Stanley Kubrick, écrit par Arthur C. Clarke et Stanley Kubrick, d'après une nouvelle d'Arthur C. Clarke
- Yellow Submarine – film d'animation réalisé par George Dunning, écrit par Al Brodax (en), Jack Mendelsohn, Lee Minoff et Erich Segal
- Charly – film réalisé par Ralph Nelson, écrit par Stirling Silliphant, d'après un roman de Daniel Keyes
- Rosemary's Baby – film écrit et réalisé par Roman Polanski, d'après le roman d'Ira Levin
- Le Prisonnier (The Prisoner) : Le Dénouement (Fall Out) – épisode écrit et réalisé par Patrick McGoohan

#### Années 1970
| Sommaire : | - Haut - 1970 - 1971 - 1972 - 1973 - 1974 - 1975 - 1976 - 1977 - 1978 - 1979 |

##### 1970
Couverture médiatique d'Apollo 11 qui s'est posée sur la Lune
- Les Naufragés de l'espace (Marooned) – film réalisé par John Sturges, écrit par Mayo Simon (en), d'après le roman de Martin Caidin
- L'Homme tatoué (The Illustrated Man) – film réalisé par Jack Smight, écrit par Howard B. Kreitsek, d'après le recueil de nouvelles de Ray Bradbury
- L'Immortel (The Immortal) : Destinée (The Immortal) – épisode pilote réalisé par Allen Baron et Joseph Sargent, écrit par Lou Morheim et Robert Specht, d'après le roman de James E. Gunn
- L'Ultime Garçonnière (The Bed-Sitting Room) – film réalisé par Richard Lester, écrit par John Antrobus (en) et Charles Wood (en), d'après la pièce de Spike Milligan et John Antrobus

##### 1971
Le prix n'a pas été attribué.
- Le Cerveau d'acier (Colossus: The Forbin Project) – film réalisé par Joseph Sargent, écrit par James Bridges, d'après le roman de D. F. Jones (en)
- Don't Crush That Dwarf, Hand Me the Pliers (en) – album comique du groupe The Firesign Theatre
- Hauser's Memory (en) – téléfilm réalisé par Boris Sagal, écrit par Adrian Spies (en), d'après le roman de Curt Siodmak
- Blows Against the Empire – album de Paul Kantner
- Terre brûlée (No Blade of Grass) – film réalisé par Cornel Wilde, écrit par Sean Forestal et Cornel Wilde, d'après le roman de John Christopher

##### 1972
Orange mécanique (A Clockwork Orange) – film écrit et réalisé par Stanley Kubrick, d'après le roman d'Anthony Burgess
- Le Mystère Andromède (The Andromeda Strain) – film réalisé par Robert Wise, écrit par Nelson Gidding, d'après le roman de Michael Crichton
- THX 1138 – film réalisé par George Lucas, écrit par George Lucas et Walter Murch
- Les Règles du jeu (The Name of the Game) : L.A. 2017 (en) – épisode écrit par Philip Wylie, réalisé par Steven Spielberg
- I Think We're All Bozos on This Bus (en) – album comique du groupe The Firesign Theatre

##### 1973
Abattoir 5 (Slaughterhouse-Five) – film réalisé par George Roy Hill, écrit par Stephen Geller, d'après le roman de Kurt Vonnegut
- The People (en) – téléfilm réalisé par John Korty, écrit par James Monroe Miller (en), d'après une histoire de Zenna Henderson
- Silent Running – film réalisé par Douglas Trumbull, écrit par Deric Washburn, Michael Cimino et Steven Bochco, d'après le roman de Kurt Vonnegut
- Between Time and Timbuktu (en) – film réalisé par Fred Barzyk, écrit par Kurt Vonnegut

##### 1974
Woody et les Robots (Sleeper) – film réalisé par Woody Allen, écrit par Woody Allen et Marshall Brickman
- Genesis II – film réalisé par John Llewellyn Moxey, écrit par Gene Roddenberry
- Soleil vert (Soylent Green) – film réalisé par Richard Fleischer, écrit par Gene Roddenberry et Stanley R. Greenberg (en), d'après le roman de Harry Harrison
- L'Homme qui valait trois milliards (The Six Million Dollar Man) : La Lune et le Désert (The Six Million Dollar Man) – téléfilm pilote réalisé par Richard Fleischer, écrit par Gene Roddenberry et Stanley R. Greenberg (en), d'après un roman de Martin Caidin
- Mondwest (Westworld) – film écrit et réalisé par Michael Crichton

##### 1975
Frankenstein Junior (Young Frankenstein) – film réalisé par Mel Brooks, écrit par Gene Wilder et Mel Brooks, d'après le roman de Mary Shelley
- Flesh Gordon – film réalisé par Michael Benveniste et Howard Ziehm (en), écrit par Michael Benveniste
- Zardoz – film écrit et réalisé par John Boorman
- Phantom of the Paradise – film écrit et réalisé par Brian De Palma
- The Questor Tapes (en) – film réalisé par Richard Colla, écrit par Gene Roddenberry et Gene L. Coon

##### 1976
Apocalypse 2024 (A Boy and His Dog) – film réalisé par L. Q. Jones, écrit par L. Q. Jones et Wayne Cruseturner, d'après un roman de Harlan Ellison
- Monty Python : Sacré Graal ! (Monty Python and the Holy Grail) – film réalisé par Terry Gilliam et Terry Jones, écrit par Graham Chapman, John Cleese, Terry Gilliam, Eric Idle, Terry Jones et Michael Palin
- Dark Star – film réalisé par John Carpenter, écrit par John Carpenter et Dan O'Bannon
- Rollerball – film réalisé par Norman Jewison, écrit par William Harrison (en)
- The Capture – dessin animé de Phil Foglio

##### 1977
Le prix n'a pas été attribué.
- Carrie au bal du diable (Carrie) – film réalisé par Brian De Palma, écrit par Lawrence D. Cohen (en), d'après le roman de Stephen King
- L'Âge de cristal (Logan's Run) – film réalisé par Michael Anderson, écrit par David Zelag Goodman (en), d'après le roman de William F. Nolan et George Clayton Johnson
- L'Homme qui venait d'ailleurs (The Man Who Fell to Earth) – film réalisé par Nicolas Roeg, écrit par Paul Mayersberg, d'après le roman de Walter Tevis
- Les Rescapés du futur (Futureworld) – film réalisé par Richard T. Heffron, écrit par George Schenk et Mayo Simon (en)

##### 1978
La Guerre des étoiles (Star Wars) – film écrit et réalisé par George Lucas
- Rencontres du troisième type (Close Encounters of the Third Kind) – film écrit et réalisé par Steven Spielberg
- Blood!: The Life and Future Times of Jack the Ripper (en) – livre audio de nouvelles écrites et lues par Robert Bloch et Harlan Ellison
- Les Sorciers de la guerre (Wizards) – film d'animation écrit et réalisé par Ralph Bakshi
- The Hobbit – téléfilm d'animation réalisé par Jules Bass et Arthur Rankin Jr., écrit par Romeo Muller, d'après le roman de J. R. R. Tolkien

##### 1979
Superman – film réalisé par Richard Donner, écrit par Mario Puzo, David Newman, Leslie Newman (en) et Robert Benton
- The Hitchhiker's Guide to the Galaxy – série radiophonique écrite par Douglas Adams
- La Folle Escapade (Watership Down) – film écrit et réalisé par Martin Rosen, d'après un roman de Richard Adams
- L'Invasion des profanateurs (Invasion of the Body Snatchers) – film réalisé par Philip Kaufman, écrit par W. D. Richter, d'après le roman de Jack Finney
- Le Seigneur des anneaux (The Lord of the Rings) – film d'animation réalisé par Ralph Bakshi, écrit par Peter S. Beagle et Chris Conkling (en), d'après le roman de J. R. R. Tolkien

#### Années 1980
| Sommaire : | - Haut - 1980 - 1981 - 1982 - 1983 - 1984 - 1985 - 1986 - 1987 - 1988 - 1989 |

##### 1980
Alien – film réalisé par Ridley Scott, écrit par Dan O'Bannon et Ronald Shusett
- C'était demain (Time After Time) – film réalisé par Nicholas Meyer, écrit par Nicholas Meyer et Steve Hayes, d'après le roman de Karl Alexander (en)
- Star Trek, le film (Star Trek: The Motion Picture) – film réalisé par Robert Wise, écrit par Harold Livingston (en), Alan Dean Foster et Gene Roddenberry
- Les Muppets, le film (The Muppet Movie) – film réalisé par James Frawley, écrit par Jack Burns et Jerry Juhl
- Le Trou noir (The Black Hole) – film réalisé par Gary Nelson, écrit par Jeb Rosebrook, Gerry Day, Bob Barbash et Richard H. Landau, d'après un roman de Jules Verne

##### 1981
L'Empire contre-attaque (The Empire Strikes Back) – film réalisé par Irvin Kershner, écrit par George Lucas, Leigh Brackett et Lawrence Kasdan
- The Lathe of Heaven – film réalisé par David Loxton (en) et Fred Barzyk, écrit par Diane English et Roger Swaybill, d'après un roman d'Ursula K. Le Guin
- Cosmos – série télévisée documentaire créée par Carl Sagan
- The Martian Chronicles (en) – mini-série réalisée par Michael Anderson, écrite par Richard Matheson, d'après le recueil de nouvelles de Ray Bradbury
- Flash Gordon – film réalisé par Mike Hodges, écrit par Lorenzo Semple, Jr. et Michael Allin, d'après la bande-dessinée d'Alex Raymond

##### 1982
Les Aventuriers de l'arche perdue (Raiders of the Lost Ark) – film réalisé par Steven Spielberg, écrit par Lawrence Kasdan, George Lucas et Philip Kaufman
- Bandits, bandits (Time Bandits) – film réalisé par Terry Gilliam, écrit par Michael Palin et Terry Gilliam
- Excalibur – film réalisé par John Boorman, écrit par Rospo Pallenberg et John Boorman, d'après le livre de Thomas Malory
- Le Dragon du lac de feu (Dragonslayer) – film réalisé par Matthew Robbins, écrit par Hal Barwood et Matthew Robbins
- Outland – film écrit et réalisé par Peter Hyams

##### 1983
Blade Runner – film réalisé par Ridley Scott, écrit par Hampton Fancher et David Webb Peoples, d'après un roman de Philip K. Dick
- Star Trek 2 : La Colère de Khan (Star Trek II: The Wrath of Khan) – film réalisé par Nicholas Meyer, écrit par Jack B. Sowards, Nicholas Meyer, Harve Bennett et Samuel A. Peeples (en)
- E.T., l'extra-terrestre (E.T. the Extra-Terrestrial) – film réalisé par Steven Spielberg, écrit par Melissa Mathison
- Dark Crystal – film réalisé par Jim Henson et Frank Oz, écrit par David Odell (en) et Jim Henson
- Mad Max 2 : Le Défi (Mad Max 2) – film réalisé par George Miller, écrit par Terry Hayes, George Miller et Brian Hannant

##### 1984
Le Retour du Jedi (Return of the Jedi) – film réalisé par Richard Marquand, écrit par Lawrence Kasdan et George Lucas
- L'Étoffe des héros (The Right Stuff) – film réalisé par Philip Kaufman, écrit par Philip Kaufman, d'après le livre de Tom Wolfe
- Wargames – film réalisé par John Badham, écrit par Lawrence Lasker et Walter F. Parkes
- Brainstorm – film réalisé par Douglas Trumbull, écrit par Philip Frank Messina, Robert Stitzel et Bruce Joel Rubin
- La Foire des ténèbres (Something Wicked This Way Comes) – film réalisé par Jack Clayton, écrit par Ray Bradbury, d'après le roman de Ray Bradbury

##### 1985
2010 : L'Année du premier contact (2010: The Year We Make Contact) – film écrit et réalisé par Peter Hyams, d'après le roman d'Arthur C. Clarke
- SOS Fantômes (Ghostbusters) – film réalisé par Ivan Reitman, écrit par Dan Aykroyd et Harold Ramis
- Star Trek 3 : À la recherche de Spock (Star Trek III: The Search for Spock) – film réalisé par Leonard Nimoy, écrit par Harve Bennett
- Dune – film écrit et réalisé par David Lynch, d'après le roman de Frank Herbert
- Starfighter (The Last Starfighter) – film réalisé par Nick Castle, écrit par Jonathan R. Betuel

##### 1986
Retour vers le futur (Back to the Future) – film réalisé par Robert Zemeckis, écrit par Robert Zemeckis et Bob Gale
- Ladyhawke, la femme de la nuit (Ladyhawke) – film réalisé par Richard Donner, écrit par Edward Khmara (en), Michael Thomas (de), Tom Mankiewicz et David Webb Peoples
- Cocoon – film réalisé par Ron Howard, écrit par Tom Benedek, d'après le roman de David Saperstein
- Brazil – film réalisé par Terry Gilliam, écrit par Terry Gilliam, Charles McKeown et Tom Stoppard
- Enemy (Enemy Mine) – film réalisé par Wolfgang Petersen, écrit par Edward Khmara (en), d'après le roman de Barry B. Longyear

##### 1987
Aliens, le retour (Aliens) – film réalisé par James Cameron, écrit par James Cameron, David Giler et Walter Hill
- Star Trek 4 : Retour sur Terre (Star Trek IV: The Voyage Home) – film réalisé par Leonard Nimoy, écrit par Steve Meerson, Peter Krikes, Harve Bennett, Nicholas Meyer et Leonard Nimoy
- La Mouche (The Fly) – film réalisé par David Cronenberg, écrit par David Cronenberg et Charles Edward Pogue (en), d'après la nouvelle de George Langelaan
- La Petite Boutique des horreurs (Little Shop of Horrors) – film réalisé par Frank Oz, écrit par Howard Ashman et Charles B. Griffith
- Labyrinthe (Labyrinth) – film réalisé par Jim Henson, écrit par Terry Jones, Dennis Lee et Jim Henson

##### 1988
Princess Bride (The Princess Bride) – film réalisé par Rob Reiner, écrit par William Goldman, d'après le roman de William Goldman
- RoboCop – film réalisé par Paul Verhoeven, écrit par Michael Miner et Edward Neumeier
- Star Trek : La Nouvelle Génération (Star Trek: The Next Generation) : Rendez-vous à Farpoint (Encounter at Farpoint) – épisode écrit par D. C. Fontana et Gene Roddenberry, réalisé par Corey Allen
- Predator – film réalisé par John McTiernan, écrit par Jim et John Thomas
- Les Sorcières d'Eastwick (The Witches of Eastwick) – film réalisé par George Miller, écrit par Michael Cristofer, d'après le roman de John Updike

##### 1989
Qui veut la peau de Roger Rabbit (Who Framed Roger Rabbit) – film réalisé par Robert Zemeckis, écrit par Jeffrey Price et Peter S. Seaman, d'après un roman de Gary K. Wolf
- Beetlejuice – film réalisé par Tim Burton, écrit par Michael McDowell, Warren Skaaren, Larry Wilson (en) et Tim Burton
- Big – film réalisé par Penny Marshall, écrit par Gary Ross et Anne Spielberg
- Willow – film réalisé par Ron Howard, écrit par Bob Dolman (en) et George Lucas
- Futur immédiat, Los Angeles 1991 (Alien Nation) – film réalisé par Graham Baker (en), écrit par Rockne S. O'Bannon

#### Années 1990
| Sommaire : | - Haut - 1990 - 1991 - 1992 - 1993 - 1994 - 1995 - 1996 - 1997 - 1998 - 1999 |

##### 1990
Indiana Jones et la Dernière Croisade (Indiana Jones and the Last Crusade) – film réalisé par Steven Spielberg, écrit par Jeffrey Boam, George Lucas et Menno Meyjes
- Les Aventures du baron de Münchhausen (The Adventures of Baron Munchausen) – film réalisé par Terry Gilliam, écrit par Terry Gilliam et Charles McKeown, d'après le roman de Rudolf Erich Raspe et Gottfried August Bürger
- Batman – film réalisé par Tim Burton, écrit par Sam Hamm et Warren Skaaren
- Jusqu'au bout du rêve (Field of Dreams) – film écrit et réalisé par Phil Alden Robinson, d'après un roman de W. P. Kinsella
- Abyss (The Abyss) – film écrit et réalisé par James Cameron

##### 1991
Edward aux mains d'argent (Edward Scissorhands) – film réalisé par Tim Burton, écrit par Tim Burton et Caroline Thompson
- Total Recall – film réalisé par Paul Verhoeven, écrit par Ronald Shusett, Dan O'Bannon, Gary Goldman et Jon Povill (en), d'après une nouvelle de Philip K. Dick
- Ghost – film réalisé par Jerry Zucker, écrit par Bruce Joel Rubin
- Retour vers le futur 3 (Back to the Future III) – film réalisé par Robert Zemeckis, écrit par Bob Gale
- Les Sorcières (The Witches) – film réalisé par Nicolas Roeg, écrit par Allan Scott, d'après un roman de Roald Dahl

##### 1992
Terminator 2 : Le Jugement dernier (Terminator 2: Judgment Day) – film réalisé par James Cameron, écrit par James Cameron et William Wisher Jr.
- La Belle et la Bête (Beauty and the Beast) – film d'animation des studios Disney
- Star Trek 6 : Terre inconnue (Star Trek VI: The Undiscovered Country) – film réalisé par Nicholas Meyer, écrit par Nicholas Meyer, Denny Martin Flinn, Leonard Nimoy, Lawrence Konner (en) et Mark Rosenthal (en)
- La Famille Addams (The Addams Family) – film réalisé par Barry Sonnenfeld, écrit par Caroline Thompson et Larry Wilson (en)
- Les Aventures de Rocketeer (The Rocketeer) – film réalisé par Joe Johnston, écrit par Danny Bilsonet Paul De Meo (en) et William Dear, d'après la bande-dessinée de Dave Stevens

##### 1993
Star Trek : La Nouvelle Génération (Star Trek: The Next Generation) : Lumière intérieure (The Inner Light) – épisode écrit par Morgan Gendel (en) et Peter Allan Fields (en), réalisé par Peter Lauritson (en)
- Aladdin – film d'animation des studios Disney
- Dracula (Bram Stoker's Dracula) – film réalisé par Francis Ford Coppola, écrit par James V. Hart, d'après le roman de Bram Stoker
- Batman : Le Défi (Batman Returns) – film réalisé par Tim Burton, écrit par Daniel Waters et Sam Hamm
- Alien 3 – film réalisé par David Fincher, écrit par David Giler, Walter Hill, Larry Ferguson et Vincent Ward

##### 1994
Jurassic Park – film réalisé par Steven Spielberg, écrit par Michael Crichton et David Koepp, d'après le roman de Michael Crichton
- L'Étrange Noël de monsieur Jack (The Nightmare Before Christmas) – film d'animation réalisé par Henry Selick, écrit par Caroline Thompson, Michael McDowell et Tim Burton
- Un jour sans fin (Groundhog Day) – film réalisé par Harold Ramis, écrit par Danny Rubin et Harold Ramis
- Babylon 5 : Premier contact Vorlon (The Gathering) – épisode pilote écrit par Joseph Michael Straczynski, réalisé par Richard Compton (en)
- Les Valeurs de la famille Addams (Addams Family Values) – film réalisé par Barry Sonnenfeld, écrit par Paul Rudnick

##### 1995
Star Trek : La Nouvelle Génération (Star Trek: The Next Generation) : Toutes les bonnes choses… (All Good Things...) – double épisode écrit par Ronald D. Moore et Brannon Braga, réalisé par Winrich Kolbe
- The Mask – film réalisé par Chuck Russell, écrit par Michael Fallon, Mark Verheiden et Mike Werb
- Entretien avec un vampire (Interview with the Vampire) – film réalisé par Neil Jordan, écrit par Anne Rice, d'après le roman d'Anne Rice
- Stargate, la porte des étoiles (Stargate) – film réalisé par Roland Emmerich, écrit par Dean Devlin et Roland Emmerich
- Star Trek : Générations (Star Trek: Generations) – film réalisé par David Carson, écrit par Ronald D. Moore et Brannon Braga

##### 1996
Babylon 5 : La Venue des Ombres (The Coming of Shadows) – épisode écrit par J. Michael Straczynski, réalisé par Janet Greek (en)
- Apollo 13 – film réalisé par Ron Howard, écrit par William Broyles Jr. et Al Reinert, d'après le livre de James Lovell et Jeffrey Kluger
- L'Armée des douze singes (12 Monkeys) – film réalisé par Terry Gilliam, écrit par David Webb Peoples et Janet Peoples, d'après un court-métrage de Chris Marker
- Toy Story – film d'animation réalisé par John Lasseter, écrit par John Lasseter, Andrew Stanton, Pete Docter, Joe Ranft, Joss Whedon, Joel Cohen et Alec Sokolow
- Star Trek: Deep Space Nine : Le Visiteur (The Visitor) – épisode écrit par Michael Taylor (en), réalisé par David Livingston (en)

##### 1997
Babylon 5 : La Fin des rêves (Severed Dreams) – épisode écrit par J. Michael Straczynski, réalisé par David J. Eagle (en)
- Star Trek : Premier Contact (Star Trek: First Contact) – film réalisé par Jonathan Frakes, écrit par Ronald D. Moore, Brannon Braga et Rick Berman
- Star Trek: Deep Space Nine : Épreuves et Tribulations (Trials and tribble-ations) – épisode écrit par Ronald D. Moore, René Echevarria (en), Ira Steven Behr (en), Hans Beimler (en) et Robert Hewitt Wolfe (en), réalisé par Jonathan West
- Independence Day – film réalisé par Roland Emmerich, écrit par Dean Devlin et Roland Emmerich
- Mars Attacks! – film réalisé par Tim Burton, écrit par Jonathan Gems

##### 1998
Contact – film réalisé par Robert Zemeckis, écrit par James V. Hart et Michael Goldenberg, d'après le roman de Carl Sagan
- Men in Black – film réalisé par Barry Sonnenfeld, écrit par Ed Solomon, d'après la bande-dessinée de Lowell Cunningham
- Bienvenue à Gattaca (Gattaca) – film écrit et réalisé par Andrew Niccol
- Le Cinquième Élément – film réalisé par Luc Besson, écrit par Luc Besson et Robert Mark Kamen
- Starship Troopers – film réalisé par Paul Verhoeven, écrit par Edward Neumeier, d'après le roman de Robert A. Heinlein

##### 1999
The Truman Show – film réalisé par Peter Weir, écrit par Andrew Niccol
- Dark City – film réalisé par Alex Proyas, écrit par Alex Proyas, Lem Dobbs et David S. Goyer
- Pleasantville – film écrit et réalisé par Gary Ross
- Babylon 5 : L’Aube au crépuscule (Sleeping in Light) – épisode écrit et réalisé par J. Michael Straczynski
- Star Trek : Insurrection – film réalisé par Jonathan Frakes, écrit par Michael Piller et Rick Berman

#### Années 2000
| Sommaire : | - Haut - 2000 - 2001 - 2002 |

##### 2000
Galaxy Quest – film réalisé par Dean Parisot, écrit par David Howard et Robert Gordon (en)
- Matrix (The Matrix) – film écrit et réalisé par Andy et Larry Wachowski
- Sixième Sens (The Sixth Sense) – film écrit et réalisé par M. Night Shyamalan
- Dans la peau de John Malkovich (Being John Malkovich) – film réalisé par Spike Jonze, écrit par Charlie Kaufman
- Le Géant de fer (The Iron Giant) – film d'animation réalisé par Brad Bird, écrit par Tim McCanlies (en) et Brad Bird, d'après une nouvelle de Ted Hughes

##### 2001
Tigre et Dragon (Wò Hǔ Cáng Lóng) – film réalisé par Ang Lee, écrit par Wang Hui-Ling, James Schamus et Kuo Jung Tsai, d'après le livre de Wang Dulu
- Chicken Run – film d'animation réalisé par Peter Lord et Nick Park, écrit par Karey Kirkpatrick, Peter Lord, Nick Park et Randy Cartwright
- Dune – mini-série écrite et réalisée par John Harrison, d'après le roman de Frank Herbert
- X-Men – film réalisé par Bryan Singer, écrit par David Hayter, Bryan Singer et Tom DeSanto
- Fréquence interdite (Frequency) – film réalisé par Gregory Hoblit, écrit par Toby Emmerich

##### 2002
Le Seigneur des anneaux : La Communauté de l'anneau (The Lord of The Rings: The Fellowship of the Ring) – film réalisé par Peter Jackson, écrit par Fran Walsh, Philippa Boyens et Peter Jackson, d'après le roman de J. R. R. Tolkien
- Shrek – film d'animation réalisé par Andrew Adamson et Vicky Jenson, écrit par Ted Elliott, Terry Rossio, Joe Stillman et Roger S. H. Schulman, d'après le livre de William Steig
- Harry Potter à l'école des sorciers (Harry Potter and the Philosopher's Stone) – film réalisé par Chris Columbus, écrit par Steve Kloves, d'après le roman de J. K. Rowling
- Monstres et Cie (Monsters, Inc.) – film d'animation réalisé par Pete Docter, Lee Unkrich et David Silverman, écrit par Andrew Stanton, Daniel Gerson, Robert L. Baird, Bob Peterson, Pete Docter, Jill Culton, Jeff Pidgeon et Ralph Eggleston
- Buffy contre les vampires (Buffy the Vampire Slayer) : Que le spectacle commence (Once More, with Feeling) – épisode écrit et réalisé par Joss Whedon

### Présentation dramatique - Format long

#### Années 1930
| Sommaire : | - Haut - 1939 |

##### 1939
Le prix aurait dû être décerné en 2014 dans le cadre des prix Retro Hugo mais il n'y a pas eu assez de nominations.

#### Années 1940
| Sommaire : | - Haut - 1941 - 1943 - 1944 - 1945 |

##### 1941
Le prix a été décerné en 2016 dans le cadre des prix Retro Hugo.

Fantasia – film d'animation des studios Disney
- Le Voleur de Bagdad (The Thief of Bagdad) – film réalisé par Ludwig Berger, Michael Powell et Tim Whelan, écrit par Lajos Biró et Miles Malleson
- Flash Gordon à la conquête de l'univers (Flash Gordon Conquers the Universe) – serial réalisé par Ford Beebe et Ray Taylor, écrit par George H. Plympton (en), Basil Dickey (en) et Barry Shipman (en), d'après la bande-dessinée d'Alex Raymond
- Tumak, fils de la jungle (One Million B.C.) – film réalisé par Hal Roach et Hal Roach Jr., écrit par Mickell Novack, George Baker et Joseph Frickert
- Docteur Cyclope (Dr. Cyclops) – film réalisé par Ernest B. Schoedsack, écrit par Tom Kilpatrick

##### 1943
Le prix aurait dû être décerné en 2018 dans le cadre des prix Retro Hugo mais il n'y a pas eu assez de nominations.

##### 1944
Le prix a été décerné en 2019 dans le cadre des prix Retro Hugo.

Le ciel peut attendre (Heaven Can Wait) – film réalisé par Ernst Lubitsch, écrit par Ladislaus Bus-Fekete et Samson Raphaelson
- Le Fantôme de l'Opéra (Phantom of the Opera) – film réalisé par Arthur Lubin, écrit par Samuel Hoffenstein et Eric Taylor (en)
- Les Aventures fantastiques du baron Münchhausen (Münchausen) – film réalisé par Josef von Báky, écrit par Erich Kästner, d'après Rudolf Erich Raspe et Gottfried August Bürger
- Batman – serial réalisé par Lambert Hillyer, écrit par Victor McLeod, Leslie Swabacker et Harry L. Fraser, d'après l'œuvre de Bob Kane
- Un petit coin aux cieux (Cabin in the Sky) – film réalisé par Vincente Minnelli et Busby Berkeley, écrit par Marc Connelly, Lynn Root et Joseph Schrank
- Un nommé Joe (A Guy Named Joe) – film réalisé par Victor Fleming, écrit par Dalton Trumbo et Frederick Hazlitt Brennan (en)

##### 1945
Le prix aurait dû être décerné en 2020 dans le cadre des prix Retro Hugo mais il n'y a pas eu assez de nominations.

#### Années 1950
| Sommaire : | - Haut - 1954 |

##### 1954
Le prix aurait dû être décerné en 2004 dans le cadre des prix Retro Hugo mais il n'y a pas eu assez de nominations.

#### Années 2000
| Sommaire : | - Haut - 2003 - 2004 - 2005 - 2006 - 2007 - 2008 - 2009 |

##### 2003
Le Seigneur des anneaux : Les Deux Tours (The Lord of the Rings: The Two Towers) – film réalisé par Peter Jackson, écrit par Fran Walsh, Philippa Boyens, Stephen Sinclair et Peter Jackson, d'après le roman de J. R. R. Tolkien
- Minority Report – film réalisé par Steven Spielberg, écrit par Scott Frank et Jon Cohen, d'après une nouvelle de Philip K. Dick
- Le Voyage de Chihiro (Sen to Chihiro no kamikakushi) – film d'animation écrit et réalisé par Hayao Miyazaki
- Harry Potter et la Chambre des secrets (Harry Potter and the Chamber of Secrets) – film réalisé par Chris Columbus, écrit par Steve Kloves, d'après le roman de J. K. Rowling
- Spider-Man – film réalisé par Sam Raimi, écrit par David Koepp

##### 2004
Le Seigneur des anneaux : Le Retour du roi (The Lord of the Rings: The Return of the King) – film réalisé par Peter Jackson, écrit par Fran Walsh, Philippa Boyens et Peter Jackson, d'après le roman de J. R. R. Tolkien
- Pirates des Caraïbes : La Malédiction du Black Pearl (Pirates of the Caribbean: The Curse of the Black Pearl) – film réalisé par Gore Verbinski, écrit par Ted Elliott, Terry Rossio, Stuart Beattie et Jay Wolpert (en)
- X-Men 2 (X2: X-Men United) – film réalisé par Bryan Singer, écrit par Michael Dougherty, Dan Harris, David Hayter, Bryan Singer et Zak Penn
- Le Monde de Nemo (Finding Nemo) – film d'animation réalisé par Andrew Stanton et Lee Unkrich, écrit par Andrew Stanton, Bob Peterson et David Reynolds
- 28 Jours plus tard (28 Days Later…) – film réalisé par Danny Boyle, écrit par Alex Garland

##### 2005
Les Indestructibles (The Incredibles) – film d'animation écrit et réalisé par Brad Bird
- Eternal Sunshine of the Spotless Mind – film réalisé par Michel Gondry, écrit par Charlie Kaufman, Michel Gondry et Pierre Bismuth
- Spider-Man 2 – film réalisé par Sam Raimi, écrit par Alvin Sargent, Alfred Gough, Miles Millar, Michael Chabon
- Capitaine Sky et le Monde de demain (Sky Captain and the World of Tomorrow) – film écrit et réalisé par Kerry Conran
- Harry Potter et le Prisonnier d'Azkaban (Harry Potter and the Prisoner of Azkaban) – film réalisé par Alfonso Cuarón, écrit par Steve Kloves, d'après le roman de J. K. Rowling

##### 2006
Serenity – film écrit et réalisé par Joss Whedon
- Wallace et Gromit : Le Mystère du lapin-garou (Wallace & Gromit: The Curse of the Were-Rabbit) – film d'animation réalisé par Nick Park et Steve Box, écrit par Nick Park, Steve Box, Bob Baker et Mark Burton
- Le Monde de Narnia : Le Lion, la Sorcière blanche et l'Armoire magique (The Chronicles of Narnia: The Lion, the Witch and the Wardrobe) – film réalisé par Andrew Adamson, écrit par Ann Peacock, Andrew Adamson, Christopher Markus et Stephen McFeely, d'après le roman de C. S. Lewis
- Batman Begins – film réalisé par Christopher Nolan, écrit par Christopher Nolan et David S. Goyer
- Harry Potter et la Coupe de feu (Harry Potter and the Goblet of Fire) – film réalisé par Mike Newell, écrit par Steve Kloves, d'après le roman de J. K. Rowling

##### 2007
Le Labyrinthe de Pan (El laberinto del fauno) – film écrit et réalisé par Guillermo del Toro
- Les Fils de l'homme (Children of Men) – film réalisé par Alfonso Cuarón, écrit par Alfonso Cuarón, Timothy J. Sexton, David Arata, Mark Fergus et Hawk Ostby, d'après le roman de P. D. James
- Le Prestige (The Prestige) – film réalisé par Christopher Nolan, écrit par Christopher Nolan et Jonathan Nolan, d'après le roman de Christopher Priest
- V pour Vendetta (V for Vendetta) – film réalisé par James McTeigue, écrit par Larry et Andy Wachowski, d'après la bande-dessinée d'Alan Moore et David Lloyd
- A Scanner Darkly – film écrit et réalisé par Richard Linklater, d'après un roman de Philip K. Dick

##### 2008
Stardust, le mystère de l'étoile – film réalisé par Matthew Vaughn, écrit par Matthew Vaughn et Jane Goldman, d'après le roman de Neil Gaiman
- Première saison d′Heroes – série télévisée créée par Tim Kring
- Harry Potter et l'Ordre du phénix (Harry Potter and the Order of the Phoenix) – film réalisé par David Yates, écrit par Michael Goldenberg, d'après le roman de J. K. Rowling
- Il était une fois (Enchanted) – film réalisé par Kevin Lima, écrit par Bill Kelly (en)
- À la croisée des mondes : La Boussole d'or (His Dark Materials: The Golden Compass) – film écrit et réalisé par Chris Weitz, d'après le roman de Philip Pullman

##### 2009
WALL-E – film d'animation réalisé par Andrew Stanton, écrit par Andrew Stanton, Jim Reardon et Pete Docter
- The Dark Knight : Le Chevalier noir – film réalisé par Christopher Nolan, écrit par Christopher Nolan, Jonathan Nolan et David S. Goyer
- Iron Man – film réalisé par Jon Favreau, écrit par Mark Fergus, Hawk Ostby, Art Marcum et Matt Holloway
- Hellboy 2 : Les Légions d'or maudites (Hellboy 2: The Golden Army) – film réalisé par Guillermo del Toro, écrit par Guillermo del Toro et Mike Mignola, d'après la bande-dessinée de Mike Mignola
- METAtropolis – livre audio de nouvelles de John Scalzi, Elizabeth Bear, Jay Lake, Tobias S. Buckell et Karl Schroeder

#### Années 2010
| Sommaire : | - Haut - 2010 - 2011 - 2012 - 2013 - 2014 - 2015 - 2016 - 2017 - 2018 - 2019 |

##### 2010
Moon – film réalisé par Duncan Jones, écrit par Duncan Jones et Nathan Parker
- District 9 – film réalisé par Neill Blomkamp, écrit par Neill Blomkamp et Terri Tatchell
- Là-haut (Up) – film d'animation réalisé par Bob Peterson et Pete Docter, écrit par Bob Peterson, Pete Docter et Tom McCarthy
- Star Trek – film réalisé par J. J. Abrams, écrit par Alex Kurtzman et Roberto Orci
- Avatar – film écrit et réalisé par James Cameron

##### 2011
Inception – film écrit et réalisé par Christopher Nolan
- Dragons (How To Train Your Dragon) – film d'animation réalisé par Dean DeBlois et Chris Sanders, écrit par Dean DeBlois, Chris Sanders et William Davies (en)
- Harry Potter et les Reliques de la Mort - Partie 1 (Harry Potter and the Deathly Hallows - Part 1) – film réalisé par David Yates, écrit par Steve Kloves, d'après le roman de J. K. Rowling
- Toy Story 3 – film d'animation réalisé par Lee Unkrich, écrit par Michael Arndt, John Lasseter, Andrew Stanton et Lee Unkrich
- Scott Pilgrim (Scott Pilgrim vs. the World) – film écrit et réalisé par Edgar Wright, écrit par Michael Bacall, d'après la bande-dessinée de Bryan Lee O'Malley

##### 2012
Première saison de Game of Thrones – série télévisée créée par David Benioff et D. B. Weiss, d'après la saga de George R. R. Martin
- Hugo Cabret (Hugo) – film réalisé par Martin Scorsese, écrit par John Logan, d'après le roman de Brian Selznick
- Captain America: First Avenger – film réalisé par Joe Johnston, écrit par Christopher Markus et Stephen McFeely
- Harry Potter et les Reliques de la Mort - Partie 2 (Harry Potter and the Deathly Hallows - Part 2) – film réalisé par David Yates, écrit par Steve Kloves, d'après le roman de J. K. Rowling
- Source Code – film réalisé par Duncan Jones, écrit par Ben Ripley (en)

##### 2013
Avengers (Marvel's The Avengers) – film écrit et réalisé par Joss Whedon
- Le Hobbit : Un voyage inattendu (The Hobbit: An Unexpected Journey) – film réalisé par Peter Jackson, écrit par Peter Jackson, Fran Walsh, Philippa Boyens et Guillermo del Toro, d'après le roman de J. R. R. Tolkien
- Hunger Games – film réalisé par Gary Ross, écrit par Gary Ross et Suzanne Collins, d'après le roman de Suzanne Collins
- Looper – film écrit et réalisé par Rian Johnson
- La Cabane dans les bois (The Cabin in the Woods) – film réalisé par Drew Goddard, écrit par Drew Goddard et Joss Whedon

##### 2014
Gravity – film réalisé par Alfonso Cuarón, écrit par Alfonso Cuarón et Jonás Cuarón
- La Reine des neiges (Frozen) – film d'animation réalisé par Chris Buck et Jennifer Lee, écrit par Jennifer Lee et Shane Morris, d'après le conte de Hans Christian Andersen
- Pacific Rim – film réalisé par Guillermo del Toro, écrit par Guillermo del Toro et Travis Beacham (en)
- Iron Man 3 – film réalisé par Shane Black, écrit par Shane Black et Drew Pearce
- Hunger Games : L'Embrasement (The Hunger Games: Catching Fire) – film réalisé par Francis Lawrence, écrit par Simon Beaufoy et Michael Arndt, d'après le roman de Suzanne Collins

##### 2015
Les Gardiens de la Galaxie (Guardians of the Galaxy) – film réalisé par James Gunn, écrit par James Gunn et Nicole Perlman
- Captain America : Le Soldat de l'hiver (Captain America: The Winter Soldier) – film réalisé par Anthony et Joe Russo, écrit par Christopher Markus et Stephen McFeely
- Edge of Tomorrow – film réalisé par Doug Liman, écrit par Christopher McQuarrie, Jez Butterworth et John-Henry Butterworth (en), d'après le roman de Hiroshi Sakurazaka
- Interstellar – film réalisé par Christopher Nolan, écrit par Christopher Nolan et Jonathan Nolan
- La Grande Aventure Lego (The Lego Movie) – film d'animation écrit et réalisé par Phil Lord et Chris Miller

##### 2016
- Seul sur Mars (The Martian) – film réalisé par Ridley Scott, écrit par Drew Goddard, d'après le roman d'Andy Weir
- Mad Max: Fury Road – film réalisé par George Miller, écrit par George Miller, Brendan McCarthy et Nick Lathouris
- Star Wars, épisode VII : Le Réveil de la Force (Star Wars: Episode VII – The Force Awakens) – film réalisé par J. J. Abrams, écrit par J. J. Abrams, Lawrence Kasdan et Michael Arndt
- Ex machina – film écrit et réalisé par Alex Garland
- Avengers : L'Ère d'Ultron (Avengers: Age of Ultron) – film écrit et réalisé par Joss Whedon

##### 2017
Premier contact (Arrival) – film réalisé par Denis Villeneuve, écrit par Eric Heisserer, d'après un roman de Ted Chiang
- Les Figures de l'ombre (Hidden Figures) – film réalisé par Theodore Melfi, écrit par Theodore Melfi et Allison Schroeder, d'après un livre de Margot Lee Shetterly
- Rogue One: A Star Wars Story – film réalisé par Gareth Edwards, écrit par Chris Weitz et Tony Gilroy
- Première saison de Stranger Things – série télévisée créée par Matt et Ross Duffer
- Deadpool – film réalisé par Tim Miller, écrit par Rhett Reese et Paul Wernick
- SOS Fantômes (Ghostbusters) – film réalisé par Paul Feig, écrit par Paul Feig et Katie Dippold (en)

##### 2018
Wonder Woman – film réalisé par Patty Jenkins, écrit par Allan Heinberg, Zack Snyder et Jason Fuchs
- Blade Runner 2049 – film réalisé par Denis Villeneuve, écrit par Hampton Fancher et Michael Green
- Get Out – film écrit et réalisé par Jordan Peele
- Thor : Ragnarok – film réalisé par Taika Waititi, écrit par Christopher Yost, Craig Kyle et Eric Pearson
- Star Wars, épisode VIII : Les Derniers Jedi (Star Wars: Episode VIII – The Last Jedi) – film écrit et réalisé par Rian Johnson
- La Forme de l'eau (The Shape of Water) – film réalisé par Guillermo del Toro, écrit par Guillermo del Toro et Vanessa Taylor

##### 2019
Spider-Man: New Generation (Spider-Man: Into the Spider-Verse) – film d'animation réalisé par Bob Persichetti, Peter Ramsey et Rodney Rothman, écrit par Phil Lord et Rodney Rothman
- Black Panther – film réalisé par Ryan Coogler, écrit par Joe Robert Cole (en) et Ryan Coogler
- Avengers: Infinity War – film réalisé par Anthony et Joe Russo, écrit par Christopher Markus et Stephen McFeely
- Annihilation – film réalisé et écrit par Alex Garland
- Sans un bruit (A Quiet Place) – film réalisé par John Krasinski, écrit par Scott Beck (en), John Krasinski et Bryan Woods (en)
- Sorry to Bother You – film réalisé et écrit par Boots Riley

#### Années 2020
| Sommaire : | - Haut - 2020 - 2021 - 2022 - 2023 - 2024 - 2025 |

##### 2020
Good Omens – mini-série télévisée créée par Neil Gaiman
- Captain Marvel – film réalisé par Anna Boden et Ryan Fleck, écrit par Meg LeFauve (en), Nicole Perlman, Geneva Robertson-Dworet (en)
- Première saison de Russian Doll – série télévisée créée par Natasha Lyonne, Amy Poehler et Leslye Headland
- Avengers: Endgame – film réalisé par Anthony et Joe Russo, écrit par Christopher Markus et Stephen McFeely
- Us – film écrit et réalisé par Jordan Peele
- Star Wars, épisode IX : L'Ascension de Skywalker (Star Wars: The Rise of Skywalker) – film réalisé par J. J. Abrams, écrit par J. J. Abrams et Chris Terrio

##### 2021
The Old Guard (The Old Guard) – film réalisé par Gina Prince-Bythewood, écrit par Greg Rucka
- Birds of Prey (Birds of Prey: And the Fantabulous Emancipation of One Harley Quinn) – film réalisé par Cathy Yan, écrit par Christina Hodson
- Soul (Soul) – film d'animation réalisé par Pete Docter et Kemp Powers, écrit par Pete Docter, Mike Jones et Kemp Powers
- Palm Springs (Palm Springs) – film réalisé par Max Barbakow, écrit par Andy Siara
- Eurovision Song Contest: The Story of Fire Saga (Eurovision Song Contest: The Story of Fire Saga) – comédie musicale réalisée par David Dobkin, écrite par Will Ferrell et Andrew Steele
- Tenet (Tenet) – film écrit et réalisé par Christopher Nolan

##### 2022
Dune (Dune) – film réalisé par Denis Villeneuve, écrit par Eric Roth, Jon Spaihts et Denis Villeneuve d'après le roman de Frank Herbert
- WandaVision (WandaVision) – mini-série télévisée créée par Jac Schaeffer
- Encanto : La Fantastique Famille Madrigal (Encanto) – film d'animation réalisé par Byron Howard, Jared Bush et Charise Castro Smith, écrit par Jared Bush et Charise Castro Smith
- Shang-Chi et la Légende des Dix Anneaux (Shang-Chi and the Legend of the Ten Rings) – film réalisé par Destin Daniel Cretton, écrit par Dave Callaham, Destin Daniel Cretton et Andrew Lanham
- The Green Knight (The Green Knight) – film écrit et réalisé par David Lowery
- Space Sweepers (Space Sweepers) – film réalisé par Jo Sung-hee, écrit par Jo Sung-hee et Mokan

##### 2023
Everything Everywhere All at Once (Everything Everywhere All at Once) – film coécrit et coréalisé par Daniel Kwan et Daniel Scheinert
- Alerte rouge (Turning Red) – film réalisé par Domee Shi, écrit par Julia Cho (en) et Domee Shi
- Nope (Nope) – film écrit et réalisé par Jordan Peele
- Première saison de Severance (Severance) – série télévisée créée par Dan Erickson (en)
- Black Panther: Wakanda Forever (Black Panther: Wakanda Forever) – film réalisé par Ryan Coogler, écrit par Joe Robert Cole (en) et Ryan Coogler
- Avatar : La Voie de l'eau (Avatar: The Way of Water) – film réalisé par James Cameron, écrit par James Cameron, Rick Jaffa et Amanda Silver

##### 2024
Donjons et Dragons : L'Honneur des voleurs (Dungeons & Dragons: Honor Among Thieves) – film écrit et réalisé par John Francis Daley et Jonathan Goldstein
- Spider-Man: Across the Spider-Verse (Spider-Man: Across the Spider-Verse) – film réalisé par Joaquim Dos Santos (en), Kemp Powers et Justin K. Thompson, écrit par Phil Lord, Chris Miller et Dave Callaham
- Barbie (Barbie) – film réalisé par Greta Gerwig, écrit par Noah Baumbach et Greta Gerwig
- Nimona (Nimona) – film réalisé par Nick Bruno et Troy Quane, écrit par Robert L. Baird et Lloyd Taylor
- Pauvres Créatures (Poor Things) – film réalisé par Yórgos Lánthimos, écrit par Tony McNamara
- The Wandering Earth 2 (The Wandering Earth 2) – film réalisé par Frant Gwo, écrit par Gong Ge'er et Frant Gwo

#### 2025
Dune, deuxième partie (Dune: Part Two) – film réalisé par Denis Villeneuve, écrit par Jon Spaihts et Denis Villeneuve d'après le roman de Frank Herbert
- Flow (Flow) – film réalisé par Gints Zilbalodis, écrit par Matīss Kaža (en) et Gints Zilbalodis
- Furiosa : Une saga Mad Max (Furiosa: A Mad Max Saga) – film réalisé par George Miller, écrit par Nico Lathouris (en) et George Miller
- I Saw the TV Glow (I Saw the TV Glow) – film écrit et réalisé par Jane Schoenbrun
- Wicked (Wicked) – film réalisé par Jon M. Chu, écrit par Dana Fox (en) et Winnie Holzman (en)
- Le Robot sauvage (The Wild Robot – film d'animation écrit et réalisé par Chris Sanders

### Présentation dramatique - Format court

#### Années 1930
| Sommaire : | - Haut - 1939 |

##### 1939
Le prix a été décerné en 2014 dans le cadre des prix Retro Hugo.

The Mercury Theatre on the Air (en) : La Guerre des mondes (The War of the Worlds) – dramatique radio réalisé par Orson Welles, écrit par Paul Stewart, d'après le roman de H. G. Wells
- R. U. R. – dramatique radio de la BBC, d'après la pièce de théâtre de Karel Čapek
- The Mercury Theatre on the Air (en) : Le Tour du monde en quatre-vingts jours (Around the World in Eighty Days) – dramatique radio écrit et réalisé par Orson Welles, d'après le roman de Jules Verne
- The Campbell Playhouse (en) : Un chant de Noël (A Christmas Carol) – dramatique radio écrit et réalisé par Orson Welles, d'après le conte de Bram Stoker
- The Mercury Theatre on the Air (en) : Dracula (en) – dramatique radio réalisé par Orson Welles, écrit par Orson Welles et John Houseman, d'après le roman de Charles Dickens

#### Années 1940
| Sommaire : | - Haut - 1941 - 1943 - 1944 - 1945 |

##### 1941
Le prix a été décerné en 2016 dans le cadre des prix Retro Hugo.

Pinocchio – film d'animation des studios Disney, d'après le conte de Carlo Collodi
- Merrie Melodies : Un chasseur sachant chasser (A Wild Hare) – court-métrage d'animation réalisé par Tex Avery, écrit par Rich Hogan
- Looney Tunes : Vous devriez faire du cinéma (You Ought to Be in Pictures) – court-métrage d'animation réalisé par Friz Freleng, écrit par Jack Miller
- The Adventures of Superman (en) : The Baby from Krypton – dramatique radio écrit par George Putnam Ludlam
- Le Retour de l'homme invisible (The Invisible Man Returns) – film réalisé par Joe May, écrit par Curt Siodmak, Lester Cole et Joe May, d'après le roman de H. G. Wells

##### 1943
Le prix a été décerné en 2018 dans le cadre des prix Retro Hugo.

Bambi – film d'animation des studios Disney, d'après le roman de Felix Salten
- La Féline (Cat People) – film réalisé par Jacques Tourneur, écrit par DeWitt Bodeen (en)
- Le Livre de la jungle (Jungle Book) – film réalisé par Zoltan Korda, écrit par Laurence Stallings, d'après le recueil de nouvelles de Rudyard Kipling
- Ma femme est une sorcière (I Married a Witch) – film réalisé par René Clair, écrit par Robert Pirosh et Marc Connelly
- Le Fantôme de Frankenstein (The Ghost of Frankenstein) – film réalisé par Erle C. Kenton, écrit par Scott Darling
- L'Agent invisible contre la Gestapo (Invisible Agent) – film réalisé par Edwin L. Marin, écrit par Curt Siodmak

##### 1944
Le prix a été décerné en 2019 dans le cadre des prix Retro Hugo.

Frankenstein rencontre le loup-garou (Frankenstein Meets the Wolfman) – film réalisé par Roy William Neill, écrit par Curt Siodmak
- Vaudou (I Walked with a Zombie) – film réalisé par Jacques Tourneur, écrit par Ardel Wray (en) et Curt Siodmak
- Super-Lapin (Super-Rabbit) – film d'animation réalisé par Chuck Jones, écrit par Michael Maltese
- La Septième Victime (The Seventh Victim) – film réalisé par Mark Robson, écrit par DeWitt Bodeen (en) et Charles O'Neal (en)
- Der Fuehrer's Face – film d'animation réalisé par Jack Kinney, écrit par Joe Grant et Dick Huemer
- L'Homme-singe – film réalisé par William Beaudine, écrit par Barney Sarecky (en)

##### 1945
Le prix a été décerné en 2020 dans le cadre des prix Retro Hugo.

Le Fantôme de Canterville (The Canterville Ghost) – film réalisé par Jules Dassin et Norman Z. McLeod, écrit par Edwin Blum et La Malédiction des hommes-chats (The Curse of the Cat People) – film réalisé par Gunther von Fritsch et Robert Wise, écrit par DeWitt Bodeen (en) (ex æquo)
- Donovan's Brain (Donovan's Brain) – film réalisé par William Spier (en), écrit par Robert L. Richards et William Spier (en), d'après le roman de Curt Siodmak
- C'est arrivé demain (It Happened Tomorrow) – film réalisé par René Clair, écrit par René Clair, Dudley Nichols et Hélène Fraenkel
- La Maison de Frankenstein (House of Frankenstein) – film réalisé par Erle C. Kenton, écrit par Edward T. Lowe Jr. et Curt Siodmak
- La Vengeance de l'homme invisible (The Invisible Man’s Revenge) – film réalisé par Ford Beebe, écrit par H. G. Wells et Bertram Millhauser (en)

#### Années 1950
| Sommaire : | - Haut - 1954 |

##### 1954
Le prix a été décerné en 2004 dans le cadre des prix Retro Hugo.

La Guerre des mondes (The War of the Worlds) – film réalisé par Byron Haskin, écrit par Barré Lyndon, d'après le roman de H. G. Wells
- Merrie Melodies : Duck Dodgers au XXIVe siècle et des poussières (Duck Dodgers in the 24½th Century) – court-métrage d'animation réalisé par Chuck Jones, écrit par Michael Maltese
- Le Météore de la nuit (It Came from Outer Space) – film réalisé par Jack Arnold, écrit par Harry Essex, d'après un roman de Ray Bradbury
- Le Monstre des temps perdus (The Beast from 20,000 Fathoms) – film réalisé par Eugène Lourié, écrit par Fred Freiberger, Eugène Lourié, Louis Morheim et Robert Smith, d'après une nouvelle de Ray Bradbury
- Les Envahisseurs de la planète rouge (Invaders from Mars) – film réalisé par William Cameron Menzies, écrit par Richard Blake et John Tucker Battle

#### Années 2000
| Sommaire : | - Haut - 2003 - 2004 - 2005 - 2006 - 2007 - 2008 - 2009 |

##### 2003
Buffy contre les vampires (Buffy the Vampire Slayer) : Connivences (Conversations with Dead People) – épisode écrit par Jane Espenson et Drew Goddard, réalisé par Nick Marck
- Firefly : Les Nouveaux Passagers (Serenity) – épisode écrit et réalisé par Joss Whedon
- Star Trek: Enterprise : Premier contact (Carbon Creek) – épisode écrit par Chris Black (en), Rick Berman, Brannon Braga et Dan O'Shannon (en), réalisé par James A. Contner
- Angel : Les Coulisses de l'éternité (Waiting in the Wings) – épisode écrit et réalisé par Joss Whedon
- Star Trek: Enterprise : Mon ami Porthos (A Night in Sickbay) – épisode écrit par Rick Berman et Brannon Braga, réalisé par David Straiton (en)

##### 2004
Discours de remerciement de Gollum aux MTV Movie Awards 2003 – écrit et réalisé par Fran Walsh, Philippa Boyens et Peter Jackson
- Firefly : Le Message (The Message) – épisode écrit par Joss Whedon et Tim Minear, réalisé par Tim Minear
- Buffy contre les vampires (Buffy the Vampire Slayer) : La Fin des temps, partie 2 (Chosen) – épisode écrit et réalisé par Joss Whedon
- Firefly : Mission secours (Heart of Gold) – épisode écrit par Brett Matthews, réalisé par Thomas J. Wright
- Smallville : Dernier espoir (Rosetta) – épisode écrit par Alfred Gough et Miles Millar, réalisé par James Marshall (en)

##### 2005
Battlestar Galactica : 33 minutes (33) – épisode écrit par Ronald D. Moore, réalisé par Michael Rymer
- Angel : Les Marionnettes maléfiques (Smile Time) – épisode écrit par Ben Edlund et Joss Whedon, réalisé par Ben Edlund
- Stargate SG-1 : Héros (Heroes) – double épisode écrit par Robert C. Cooper, réalisé par Andy Mikita
- Angel : L'Ultime Combat (Not Fade Away) – épisode écrit par Jeffrey Bell et Joss Whedon, réalisé par Jeffrey Bell
- Lost : Les Disparus (Lost) : Le Réveil (Pilot) – épisode écrit par J. J. Abrams, Damon Lindelof et Jeffrey Lieber, réalisé par J. J. Abrams

##### 2006
Doctor Who : Drôle de mort / Le Docteur danse (The Empty Child / The Doctor Dances) – double épisode écrit par Steven Moffat, réalisé par James Hawes (en)
- Baby-Sitting Jack-Jack (Jack-Jack Attack) – court-métrage d'animation écrit et réalisé par Brad Bird
- Doctor Who : Fêtes des pères (Father's Day) – épisode écrit par Paul Cornell, réalisé par Joe Ahearne (en)
- Discours d'ouverture de la cérémonie des prix Victor Hugo – écrit par Paul J. McAuley et Kim Newman, réalisé par Mike et Debby Moir
- Lucas Back in Anger – écrit par Phil Raines et Ian Sorensen, réalisé par Phil Raines
- Battlestar Galactica : Pegasus – épisode écrit par Anne Cofell Saunders (en), réalisé par Michael Rymer
- Doctor Who : Dalek – épisode écrit par Robert Shearman (en), réalisé par Joe Ahearne (en)

##### 2007
Doctor Who : La Cheminée des temps (The Girl in the Fireplace) – épisode écrit par Steven Moffat, réalisé par Euros Lyn
- Doctor Who : L'Armée des ombres / Adieu Rose (Army of Ghosts / Doomsday) – double épisode écrit par Russell T Davies, réalisé par Graeme Harper
- Battlestar Galactica : Téléchargement (Downloaded) – épisode écrit par Bradley Thompson et David Weddle, réalisé par Jeff Woolnough (en)
- Doctor Who : L'École des retrouvailles (School Reunion) – épisode écrit par Toby Whithouse, réalisé par James Hawes (en)
- Stargate SG-1 : Wormhole X-Treme, le film (200) – épisode écrit par Brad Wright, Robert C. Cooper, Joseph Mallozzi, Paul Mullie, Carl Binder, Martin Gero et Alan McCullough, réalisé par Martin Wood

##### 2008
Doctor Who : Les Anges pleureurs (Blink) – épisode écrit par Steven Moffat, réalisé par Hettie MacDonald (en)
- Doctor Who : La Famille de sang / Smith, la Montre et le Docteur (Human Nature / The Family of Blood) – double épisode écrit par Paul Cornell, réalisé par Charles Palmer (en)
- Battlestar Galactica: Razor – téléfilm écrit par Michael Taylor (en), réalisé par Félix Enríquez Alcalá
- Torchwood : Capitaine Jack Harkness (Captain Jack Harkness) – épisode écrit par Catherine Tregenna, réalisé par Ashley Way
- Star Trek: New Voyages (en) : World Enough and Time (en) – épisode écrit par Marc Scott Zicree (en) et Michael Reaves, réalisé par Marc Scott Zicree

##### 2009
Dr. Horrible's Sing-Along Blog – web-série écrite par Joss Whedon, Jed Whedon, Zack Whedon et Maurissa Tancharoen, réalisée par Joss Whedon
- Doctor Who : Bibliothèque des ombres, première partie / deuxième partie (Silence In The Library / Forest Of The Dead) – double épisode écrit par Steven Moffat, réalisé par Euros Lyn
- Doctor Who : Le Choix de Donna (Turn Left) – épisode écrit par Russell T Davies, réalisé par Graeme Harper
- Battlestar Galactica : Otages en danger (Revelations) – épisode écrit par Bradley Thompson et David Weddle, réalisé par Michael Rymer
- Lost : Les Disparus (Lost) : Perdu dans le temps (The Constant) – épisode écrit par Carlton Cuse et Damon Lindelof, réalisé par Jack Bender

#### Années 2010
| Sommaire : | - Haut - 2010 - 2011 - 2012 - 2013 - 2014 - 2015 - 2016 - 2017 - 2018 - 2019 |

##### 2010
Doctor Who : La Conquête de Mars (The Waters of Mars) – épisode écrit par Russell T Davies et Phil Ford (en), réalisé par Graeme Harper
- Doctor Who : Cyber Noël (The Next Doctor) – épisode écrit par Russell T Davies, réalisé par Andy Goddard (en)
- Doctor Who : Planète morte (Planet of the Dead) – épisode écrit par Russell T Davies et Gareth Roberts, réalisé par James Strong (en)
- Dollhouse : Los Angeles 2019 (Epitaph One) – épisode écrit par Maurissa Tancharoen, Jed Whedon et Joss Whedon, réalisé par David Solomon
- Flashforward : Black-Out (No More Good Days) – épisode écrit par David S. Goyer et Brannon Braga, réalisé par David S. Goyer

##### 2011
Doctor Who : La Pandorica s'ouvre, première partie / deuxième partie (The Pandorica Opens / The Big Bang) – double épisode écrit par Steven Moffat, réalisé par Toby Haynes (en)
- Doctor Who : Vincent et le Docteur (Vincent and the Doctor) – épisode écrit par Richard Curtis, réalisé par Jonny Campbell (en)
- Doctor Who : Le Fantôme des Noëls passés (A Christmas Carol) – épisode écrit par Steven Moffat, réalisé par Toby Haynes (en)
- Fuck Me, Ray Bradbury (en) – clip de Rachel Bloom réalisé par Paul Briganti
- The Lost Thing – court-métrage d'animation écrit par Shaun Tan, réalisé par Andrew Ruhemann (en) et Shaun Tan, d'après le livre illustré de Shaun Tan

##### 2012
Doctor Who : L'Âme du TARDIS (The Doctor's Wife) – épisode écrit par Neil Gaiman, réalisé par Richard Clark (en)
- Doctor Who : La Fille qui attendait (The Girl Who Waited) – épisode écrit par Tom MacRae (en), réalisé par Nick Hurran
- Doctor Who : La Retraite du démon (A Good Man Goes to War) – épisode écrit par Steven Moffat, réalisé par Peter Hoar
- Community : Théorie du chaos intégral (Remedial Chaos Theory) – épisode écrit par Dan Harmon et Chris McKenna, réalisé par Jeffrey Melman
- The Drink Tank's, discours d'acceptation du prix Hugo – par Christopher J Garcia et James Bacon

##### 2013
Game of Thrones : La Néra (Blackwater) – épisode écrit par George R. R. Martin, réalisé par Neil Marshall
- Doctor Who : Les Anges prennent Manhattan (The Angels Take Manhattan) – épisode écrit par Steven Moffat, réalisé par Nick Hurran
- Fringe : Armée secrète (Letters of Transit) – épisode écrit par Akiva Goldsman, J. H. Wyman (en) et Jeff Pinkner, réalisé par Joe Chappelle
- Doctor Who : L'Asile des Daleks (Asylum of the Daleks) – épisode écrit par Steven Moffat, réalisé par Nick Hurran
- Doctor Who : La Dame de glace (The Snowmen) – épisode écrit par Steven Moffat, réalisé par Saul Metzstein (en)

##### 2014
Game of Thrones : Les Pluies de Castamere (The Rains of Castamere) – épisode écrit par David Benioff et D. B. Weiss, réalisé par David Nutter
- Doctor Who : Le Jour du Docteur (The Day of the Doctor) – épisode écrit par Steven Moffat, réalisé par Nick Hurran
- Orphan Black : Questions en suspens (Variations Under Domestication) – épisode écrit par Will Pascoe, réalisé par John Fawcett
- An Adventure in Space and Time – téléfilm écrit par Mark Gatiss, réalisé par Terry McDonough (en)
- The Five(ish) Doctors Reboot – court-métrage écrit et réalisé par Peter Davison
- Doctor Who : Le Nom du Docteur (The Name of the Doctor) – épisode écrit par Steven Moffat, réalisé par Saul Metzstein (en)

##### 2015
Orphan Black : Capitulation sans condition (By Means Which Have Never Yet Been Tried) – épisode écrit par Graeme Manson, réalisé par John Fawcett
- Doctor Who : Jamais seul (Listen) – épisode écrit par Steven Moffat, réalisé par Douglas Mackinnon (en)
- Game of Thrones : La Montagne et la Vipère (The Mountain and the Viper) – épisode écrit par David Benioff et D. B. Weiss, réalisé par Alex Graves
- Flash : Frappé par la foudre (Pilot) – épisode écrit par Greg Berlanti, Andrew Kreisberg et Geoff Johns, réalisé par David Nutter
- Grimm : Le Secret des pharaons (Once We Were Gods) – épisode écrit par Alan Di Fiore (en), réalisé par Steven DePaul (en)

##### 2016
Jessica Jones : AKA Fais-moi un sourire (AKA Smile) – épisode écrit par Jamie King et Scott Reynolds (en), réalisé par Michael Rymer
- Doctor Who : Descente au paradis (Heaven Sent) – épisode écrit par Steven Moffat, réalisé par Rachel Talalay
- Grimm : Corps à corps (Headache) – épisode écrit par David Greenwalt et Jim Kouf, réalisé par Jim Kouf
- Supernatural : Nos amis imaginaires (Just My Imagination) – épisode écrit par Jenny Klein, réalisé par Richard Speight Jr.
- My Little Pony : Les amies, c'est magique (My Little Pony: Friendship Is Magic) : La Carte (The Cutie Map) – épisode d'animation écrit par Scott Sonneborn, M.A. Larson (en) et Meghan McCarthy (en), réalisé par Jayson Thiessen (en) et Jim Miller

##### 2017
The Expanse : L'Éveil du Léviathan (Leviathan Wakes) – épisode écrit par Mark Fergus et Hawk Ostby, réalisé par Terry McDonough (en)
- Game of Thrones : La Porte (The Door) – épisode écrit par David Benioff et D. B. Weiss, réalisé par Jack Bender
- Game of Thrones : La Bataille des bâtards (Battle of the Bastards) – épisode écrit par David Benioff et D. B. Weiss, réalisé par Miguel Sapochnik
- Doctor Who : Le Retour du Docteur Mysterio (The Return of Doctor Mysterio) – épisode écrit par Steven Moffat, réalisé par Edward Bazalgette (en)
- Splendor & Misery (en) – album du groupe Clipping

##### 2018
The Good Place : Le Dilemme du tramway (The Trolley Problem) – épisode écrit par Josh Siegal et Dylan Morgan, réalisé par Dean Holland (en)
- Black Mirror : USS Callister – épisode écrit par Charlie Brooker et William Bridges, réalisé par Toby Haynes (en)
- The Good Place : Le Pari de Michael (Michael's Gambit) – épisode écrit et réalisé par Michael Schur
- Doctor Who : Il était deux fois (Twice Upon A Time) – épisode écrit par Steven Moffat et Chris Chibnall, réalisé par Rachel Talalay
- Star Trek: Discovery : Troubler l'esprit des sages (Magic to Make the Sanest Man Go Mad) – épisode écrit par Aron Eli Coleite et Jesse Alexander, réalisé par David Barrett
- The Deep – chanson du groupe Clipping

##### 2019
The Good Place : (Les) Janet (Janet(s)) – épisode écrit par Josh Siegal et Dylan Morgan, réalisé par Morgan Sackett
- The Expanse : La Porte d'Abaddon (Abaddon’s Gate) – épisode écrit par Daniel Abraham, Ty Franck et Naren Shankar (en), réalisé par Simon Cellan Jones (en)
- Doctor Who : Les Démons du Pendjab (Demons of the Punjab) – épisode écrit par Vinay Patel (en), réalisé par Jamie Childs
- Doctor Who : Rosa – épisode écrit par Malorie Blackman, réalisé par Mark Tonderai et Chris Chibnall
- The Good Place : Jeremy Bearimy (Jeremy Bearimy) – épisode écrit par Megan Amram, réalisé par Trent O'Donnell (en)
- Dirty Computer –  album de Janelle Monáe

#### Années 2020
| Sommaire : | - Haut - 2020 - 2021 - 2022 - 2023 - 2024 - 2025 |

##### 2020
The Good Place : La Réponse (The Answer) – épisode écrit par Valeria Migliassi Collins, réalisé par Dan Schofield
- The Mandalorian : Rédemption (Redemption) – épisode écrit par Jon Favreau, réalisé par Taika Waititi
- Watchmen : Un Dieu rentre dans Abar (A God Walks into Abar) – épisode écrit par Jeff Jensen et Damon Lindelof, réalisé par Nicole Kassell
- The Expanse : Les Feux de Cibola (Cibola Burn) – épisode écrit par Daniel Abraham, Ty Franck et Naren Shankar (en), réalisé par Breck Eisner
- Watchmen : Cet être extraordinaire (This Extraordinary Being) – épisode écrit par Damon Lindelof et Cord Jefferson, réalisé par Stephen Williams
- Doctor Who : Résolution (Resolution) – épisode écrit par Chris Chibnall, réalisé par Wayne Yip (en)

##### 2021
The Good Place : Quand vous êtes prêts (Whenever You’re Ready) – épisode écrit et réalisé par Michael Schur
- The Expanse : Gaugamèles (Gaugamela) – épisode écrit par Nick Gomez, réalisé par Dan Nowak
- The Mandalorian : Le Sauvetage (The Rescue) – épisode écrit par Jon Favreau, réalisé par Peyton Reed
- The Mandalorian : La Jedi (The Jedi) – épisode écrit et éalisé par Dave Filoni
- She-Ra et les Princesses au pouvoir : Le Cœur (Heart) – épisode écrit par Josie Campbell et Noelle Stevenson, réalisé par Jen Bennett et Kiki Manrique
- Doctor Who : Le Contrat des Judoons (Fugitive of the Judoon) – épisode écrit par Vinay Patel (en) et Chris Chibnall, réalisé par Nida Manzoor

##### 2022
The Expanse : Les Jeux de Némésis (Nemesis Games) – épisode écrit par Daniel Abraham, Ty Franck et Naren Shankar (en), réalisé par Breck Eisner
- Loki : Le Nexus (The Nexus Event) – épisode écrit par Eric Martin, réalisé par Kate Herron
- Star Trek: Lower Decks : wej Duj (wej Duj) – épisode écrit par Kathryn Lyn, réalisé par Jason Zurek
- For All Mankind : La Zone grise (The Grey) – épisode écrit par Matt Wolpert et Ben Nedivi, réalisé par Sergio Mimica-Gezzan
- La Roue du temps : La Flamme de Tar Valon (The Flame of Tar Valon) – épisode écrit par Justine Juel Gillmer, réalisé par Salli Richardson-Whitfield
- Arcane : Rouages et Engrenages (The Monster You Created) – épisode écrit par Christian Linke et Alex Yee, réalisé par Pascal Charrue et Arnaud Delord

##### 2023
The Expanse : Les Cendres de Babylone (Babylon’s Ashes) – épisode écrit par Daniel Abraham, Ty Franck et Naren Shankar (en), réalisé par Breck Eisner
- Andor : Une seule issue (One Way Out) – épisode écrit par Beau Willimon, réalisé par Toby Haynes (en)
- Stranger Things : Cher Billy (Dear Billy) – épisode écrit par Paul Dichter, réalisé par Shawn Levy
- Andor : Rix Road (Rix Road) – épisode écrit par Tony Gilroy, réalisé par Benjamin Caron (en)
- For All Mankind : Perdu en terre inconnue (Stranger in a Strange Land) – épisode écrit par Matt Wolpert et Ben Nedivi, réalisé par Craig Zisk
- She-Hulk : Avocate : Le Bon Côté de la barre (Whose Show is This?) – épisode écrit par Jessica Gao (en), réalisé par Kat Coiro (en)

##### 2024
The Last of Us : Longtemps… (Long, Long Time) – épisode écrit par Craig Mazin, réalisé par Peter Hoar (en)
- Star Trek: Strange New Worlds : Ces Vieux scientifiques (Those Old Scientists) – épisode écrit par Kathryn Lyn et Bill Wolkoff, réalisé par Jonathan Frakes
- Loki : Glorieux destin (Glorious Purpose) – épisode écrit par Eric Martin, réalisé par Justin Benson et Aaron Moorhead
- Doctor Who : Le Fabricant de Jouets (The Giggle) – épisode écrit par Russell T Davies, réalisé par Chanya Button
- Star Trek: Strange New Worlds : Rhapsodie du sous-espace (Subspace Rhapsody) – épisode écrit par Dana Horgan et Bill Wolkoff, réalisé par Dermott Downs
- Doctor Who : Aux Confins de l'Univers (Wild Blue Yonder) – épisode écrit par Russell T Davies, réalisé par Tom Kingsley (en)

#### 2025
Star Trek: Lower Decks : La Prochaine Nouvelle Génération (The New Next Generation) – épisode écrit par Mike McMahan, réalisé par Mike McMahan (en)
- Fallout : Le Commencement (The Beginning) – épisode écrit par Gursimran Sandhu, réalisé par Wayne Che Yip (en)
- Agatha All Along: La Mort pour nous guider (Death’s Hand in Mine) – épisode écrit par Gia King et Cameron Squires, réalisé par Jac Schaeffer
- Doctor Who : Œil et Cerveau Bulle (Dot and Bubble) – épisode écrit par Russell T Davies, réalisé par Dylan Holmes Williams (en)
- Star Trek: Lower Decks : En quête de failles (Fissure Quest) – épisode écrit par Lauren McGuire, réalisé par Brandon Williams
- Doctor Who : 73 Yards (73 Yards) – épisode écrit par Russell T Davies, réalisé par Dylan Holmes Williams (en)

## Statistiques
De 1958 à 2025, 85 prix Hugo de la meilleure présentation dramatique — 39 prix généraux, 23 prix Format long et 23 prix Format court — ont été remis lors de 68 cérémonies. Le prix n'a pas été attribué quatre années (1959, 1963, 1971 et 1977), aucun nommé n'ayant atteint le nombre de votes minimum requis, et il n'a pas fait partie des catégories de la compétition deux années (1964 et 1966), faute de votes suffisant pour choisir les nommés. 9 Retro Hugo de la meilleure présentation dramatique — 2 prix généraux, 2 prix Format long et 5 prix Format court — ont également été remis lors des 7 cérémonies qui ont eu lieu.

### Par franchises
Les plus récompensées
- 6 prix : Doctor Who (univers)
- 5 prix : Star Trek (univers)
- 4 prix : The Good Place (univers)
- 3 prix : The Expanse, Game of Thrones, Marvel (univers), La Quatrième Dimension, Le Seigneur des anneaux, Star Wars

Les plus nommées
- 33 nominations : Doctor Who (univers)
- 29 nominations : Star Trek (univers)
- 13 nominations : Marvel (univers)
- 7 nominations : Harry Potter, Star Wars (univers)
- 6 nominations : The Expanse, Game of Thrones, The Good Place, Terre du Milieu (univers)
- 4 nominations : Battlestar Galactica, La Quatrième Dimension

### Par artistes
Les plus récompensés
- 5 prix : George Lucas (réalisateur et scénariste)
- 4 prix : Philippa Boyens (scénariste), Peter Jackson (réalisateur et scénariste), Steven Moffat (scénariste), Fran Walsh (scénariste)
- 3 prix : Stanley Kubrick (réalisateur et scénariste), Ridley Scott (réalisateur), Steven Spielberg (réalisateur et scénariste), Rod Serling (scénariste), Denis Villeneuve (réalisateur et scénariste), Joss Whedon (réalisateur et scénariste), Robert Zemeckis (réalisateur et scénariste)
- 2 prix : David Benioff (scénariste), James Cameron (réalisateur et scénariste), Drew Goddard (scénariste), Lawrence Kasdan (scénariste), Ronald D. Moore (scénariste), Dylan Morgan (scénariste), Michael Rymer (réalisateur), Josh Siegal (scénariste), J. Michael Straczynski (scénariste), D. B. Weiss (scénariste)

### Par pays
Ces chiffres incluent les coproductions.
- 83 prix : États-Unis
- 11 prix : Royaume-Uni
- 4 prix : Canada
- 1 prix : Australie, Chine, Espagne, Islande